# Airbus A400M Atlas
El Airbus A400M Atlas, apodado Grizzly durante la fase de pruebas en vuelo, es un avión de transporte militar europeo de largo alcance y cisterna propulsado por cuatro motores turbohélice, diseñado por Airbus Military (hoy Airbus Defence and Space) para cubrir las necesidades de transporte aéreo de los países adheridos al programa.
Se han encargado un total de 194 aparatos, por parte de 8 países, para reemplazar a varios modelos más antiguos, principalmente el Lockheed C-130 Hercules y el Transall C-160. Airbus Military entregó la primera aeronave a la Armée de l'air francesa a comienzos del año 2013.

## Desarrollo

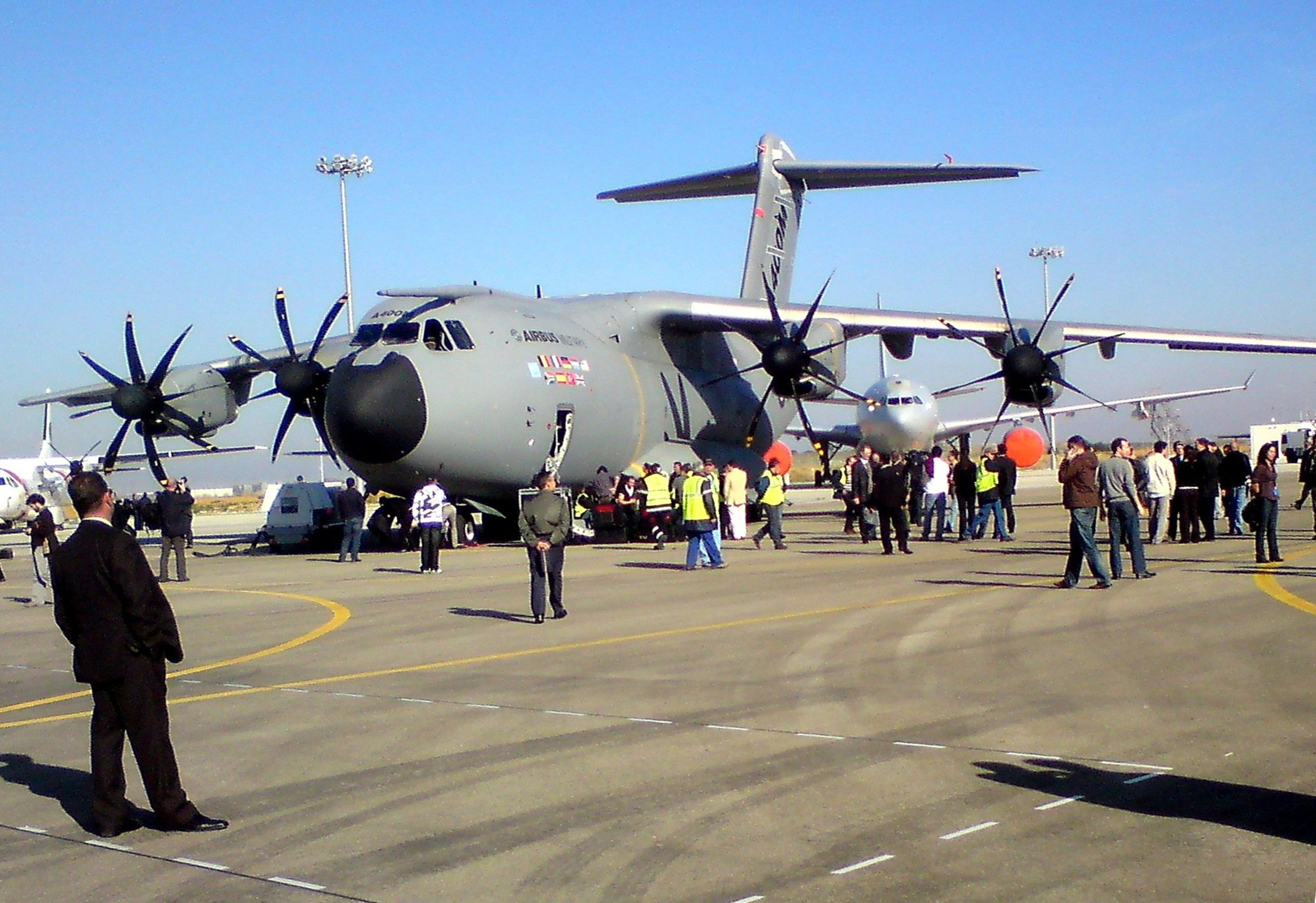
A400M el día de su primer vuelo en Sevilla.

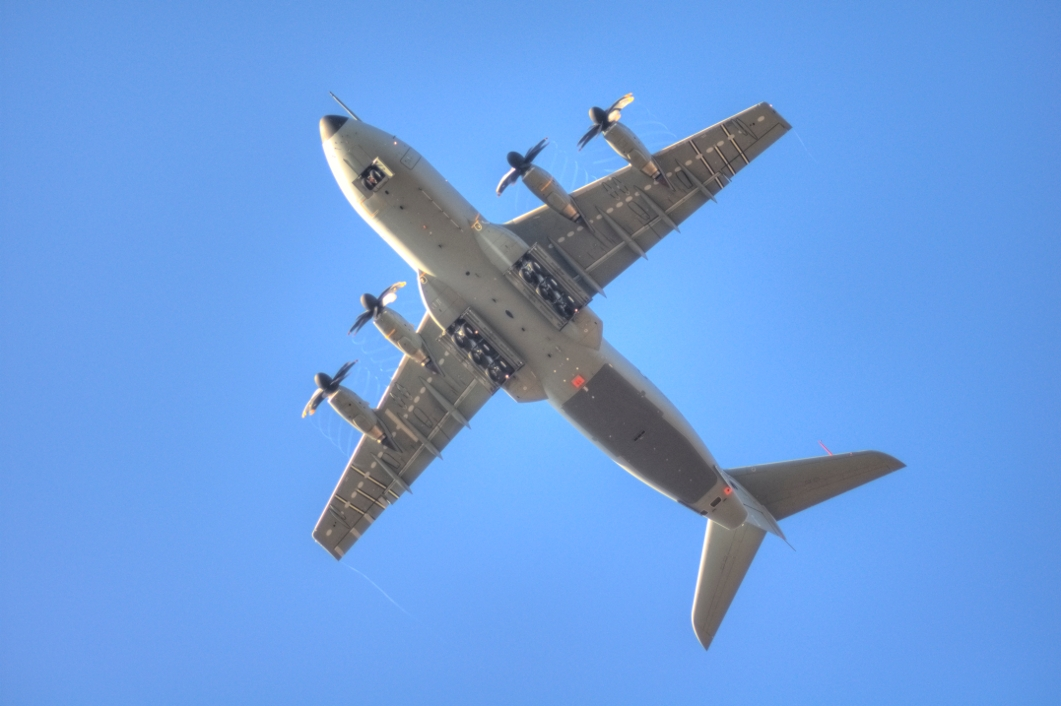
El A400M en su primer vuelo.

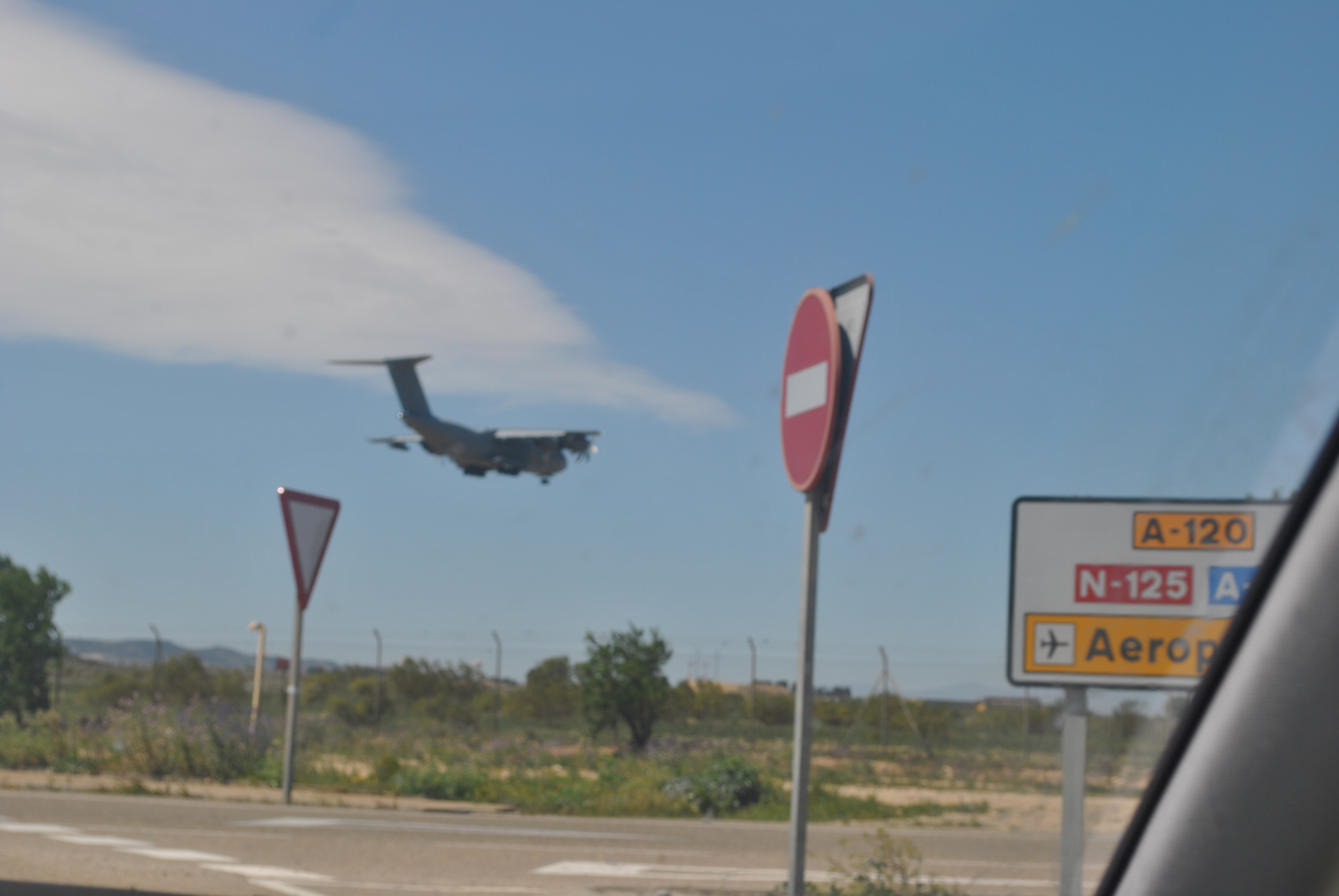
A400M Atlas aterrizando en la base aérea de Zaragoza.

El proyecto empezó con el grupo para el Futuro Transporte Aéreo Militar Internacional (FIMA, Future International Military Airlifter), establecido en 1982 por Aérospatiale, British Aerospace (BAe), Lockheed, y Messerschmitt-Bölkow-Blohm (MBB) para el desarrollo del sustituto del C-130 Hercules y Transall C-160. La variación de requerimientos y las complicaciones de la política internacional causaron un lento progreso. Lockheed abandonó el grupo en 1989, y empezó el desarrollo de la segunda generación del Hercules. Cuando se unieron Alenia y CASA, el grupo pasó a llamarse Euroflag.
Los requerimientos iniciales de las naciones participantes, Francia, Alemania, Italia, España, Reino Unido, Turquía, Bélgica y Luxemburgo, eran de 212 aeronaves. Con la marcha atrás de Italia y la revisión de los pedidos, los requerimientos pasaron a ser de 180 aviones, con el primer vuelo en 2008 y la primera entrega en 2009.
El Airbus A400M se ha desarrollado principalmente como sustituto de los C-130 y C-160, que actualmente son las principales aeronaves de carga de los países miembros del grupo. Una vez completado, el A400M se convertiría en el primer Airbus construido con propósito únicamente militar. Esta aeronave incrementaría la capacidad de carga y el radio de alcance en comparación con las aeronaves que iba a sustituir. La capacidad de carga se duplicaría (tanto en peso como en tamaño). Operaría en múltiples configuraciones, incluyendo transporte de carga, transporte de tropas, evacuación médica, repostaje aéreo y vigilancia electrónica. Al igual que otros aviones Airbus, el A400M tendría una cabina de cristal o glass cockpit (pantallas de funciones múltiples que presentan toda la información de los sistemas del avión) y el sistema de fly-by-wire, lo que representa un salto cualitativo en comparación con los C-130 y C-160.
La elección de los motores EuroProp International fue un tema controvertido, ya que los motores Pratt & Whitney Canada eran los favoritos por costes de fabricación y capacidades técnicas. Una gran presión final de los países europeos miembros del grupo forzó a Airbus a elegir la opción de motores EuroProp.
Los retrasos políticos y financieros del A400M causaron que la Real Fuerza Aérea británica empezase el programa Short Term Strategic Aircraft (STSA), que seleccionó al C-17 como medida para dar capacidad de carga aérea estratégica hasta la entrada en servicio del A400M. La experiencia con los C-17 desde su entrada en servicio ha hecho que la RAF decidiese comprar las cuatro aeronaves que tenía en régimen de arrendamiento financiero (leasing). Además, ha encargado una unidad más, aun con el relanzamiento del A400M.
El 9 de diciembre de 2004, Sudáfrica anunció el pedido de ocho A400M y la opción de compra de otros seis, uniéndose como miembro industrial al equipo Airbus Military. Las entregas estaban programadas entre 2010 y 2014; pero en noviembre de 2009, el Gobierno sudafricano canceló el pedido aduciendo el incumplimiento en los plazos y un aumento del precio del programa, casi tres veces más elevado que lo acordado en 2004.
El 18 de julio de 2005, la Fuerza Aérea chilena firmó un contrato por tres aeronaves que se entregarían entre 2018 y 2022, pero el pedido fue cancelado después de nuevas elecciones. En diciembre de 2005, Malasia encargó cuatro A400M para reemplazar su flota de C-130.
Canadá publicó el 5 de julio de 2006 un concurso para 17 transportes tácticos que sustituyesen a sus aviones CC-130E y CC-130H. Estos aviones se dedicarían al transporte de alcance medio, mientras que para cubrir las necesidades de largo alcance el Gobierno canadiense compró cuatro Boeing C-17. El A400M compitió con el C-130J, que fue finalmente el elegido.
El A400M empezó a ser ensamblado en Sevilla en la planta de EADS (accionista principal de Airbus Military) en octubre de 2006. El 26 de junio de 2008 tuvo lugar en esta ciudad la ceremonia de presentación mundial del primer A400M terminado. La ceremonia, tradicionalmente conocida como "roll-out" en el sector aeronáutico, estuvo presidida por el Rey Juan Carlos I de España, y el 18 de noviembre de 2009 tuvo lugar el primer encendido simultáneo de los cuatro motores, fijándose para la semana del 7 al 13 de diciembre el primer vuelo.
Después de tres años de retraso, el primer vuelo de A400M se realizó el 11 de diciembre de 2009, despegando a las 10:15 h, pilotado por un español, Ignacio Lombo, y un británico, Edward Strongman, acompañados de 4 ingenieros franceses, aterrizando de nuevo tras tres horas y cuarenta y seis minutos de vuelo, a las 14:01 h. El 1 de agosto de 2013, Airbus Military entrega el primer A400M a la Fuerza Aérea francesa. El día 2 de agosto, el MSN7 fue trasladado a la base francesa de Orleans-Bricy, para incorporarse a la flota de aviones de la Fuerza Aérea francesa estacionada en dicha base. Este primer avión entregado a Francia se utilizaría en una primera fase para el entrenamiento continuado de la tripulación, antes de pasar a formar parte de la flota de transporte operativo de la Fuerza Aérea francesa.

### Prototipos y línea de producción

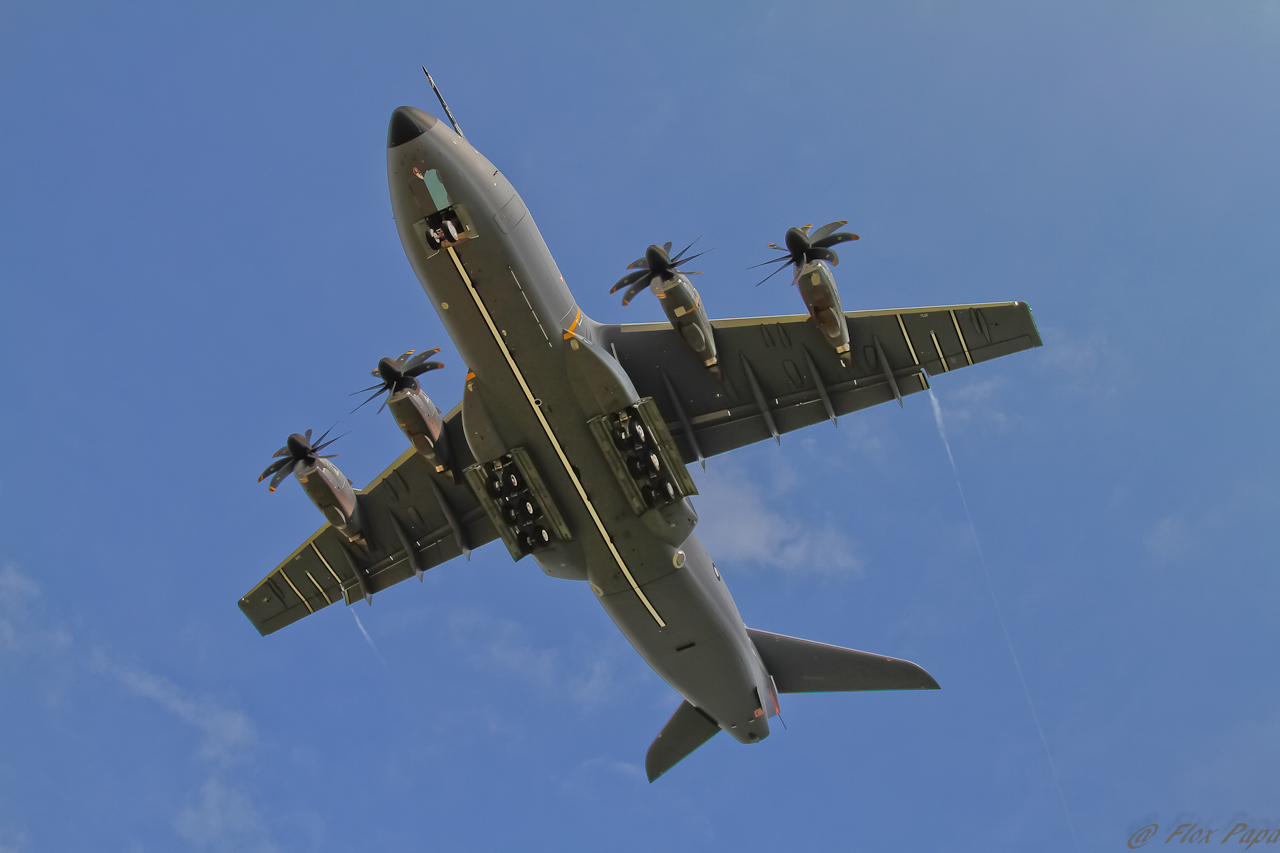
El cuarto prototipo del A400M (MSN004), aterrizando en el Aeropuerto de Toulouse-Blagnac.

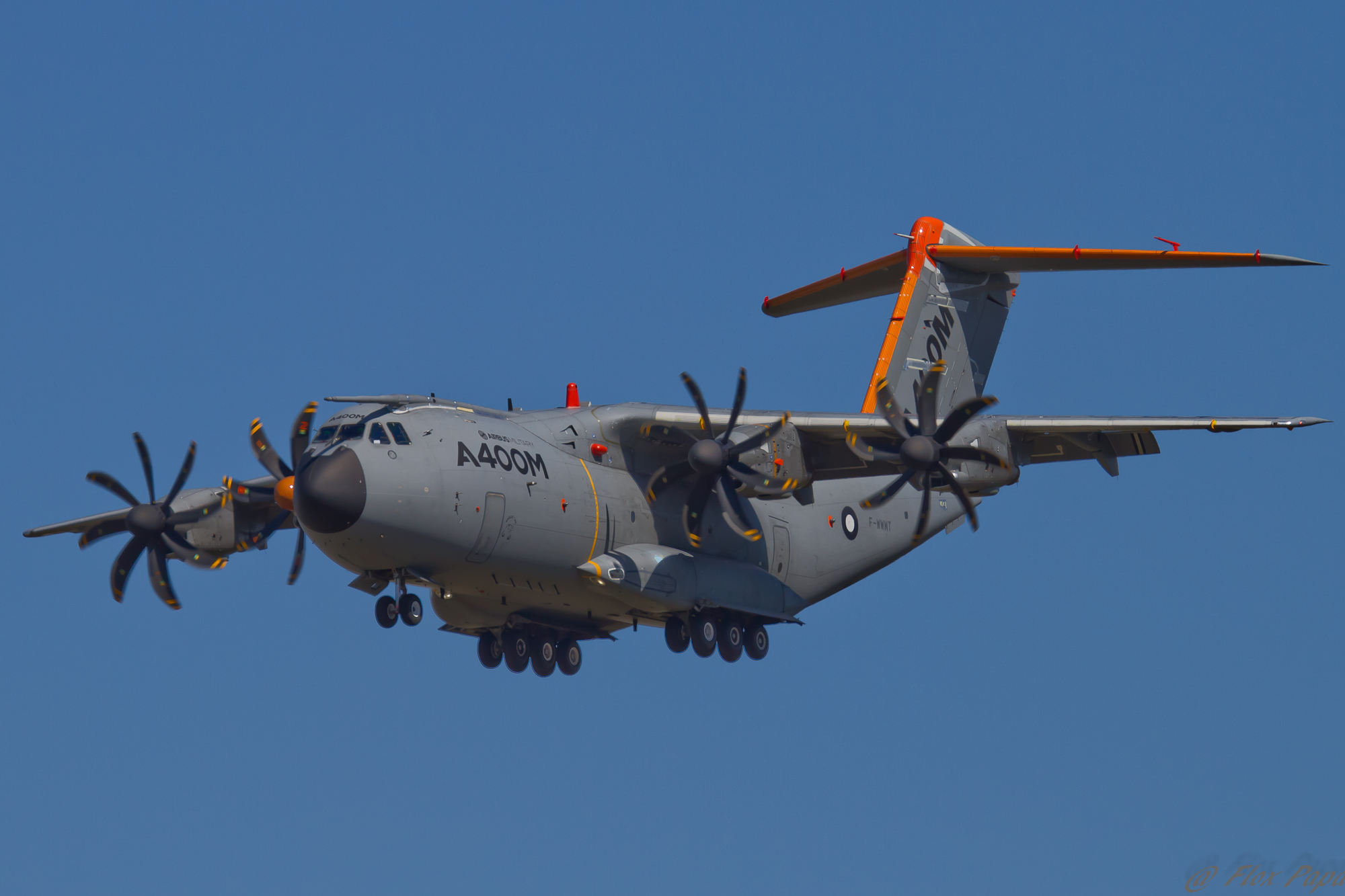
Prototipo MSN001, F-WWMT
Aeroscopia (museo).

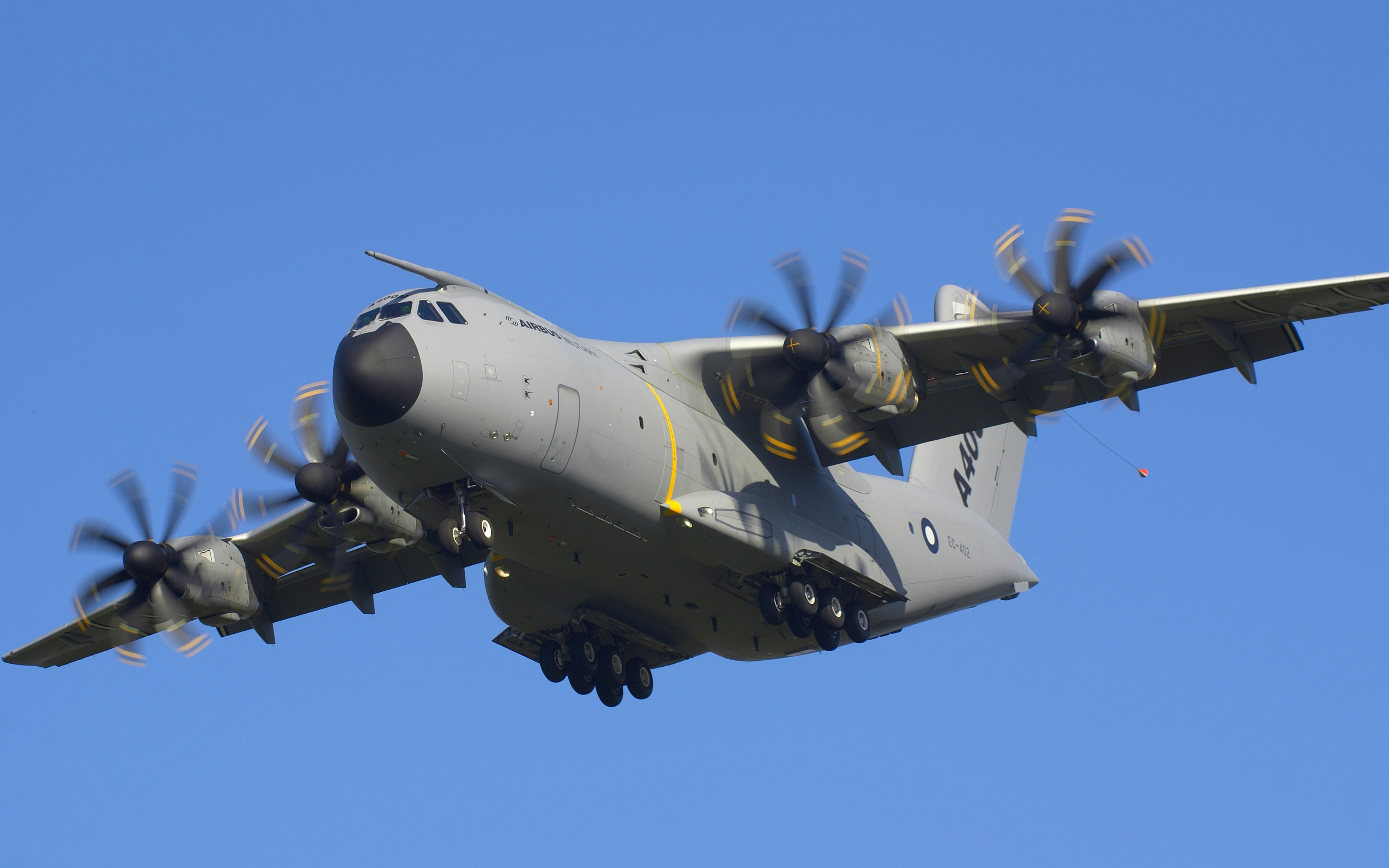
Prototipo MSN002, EC-402.

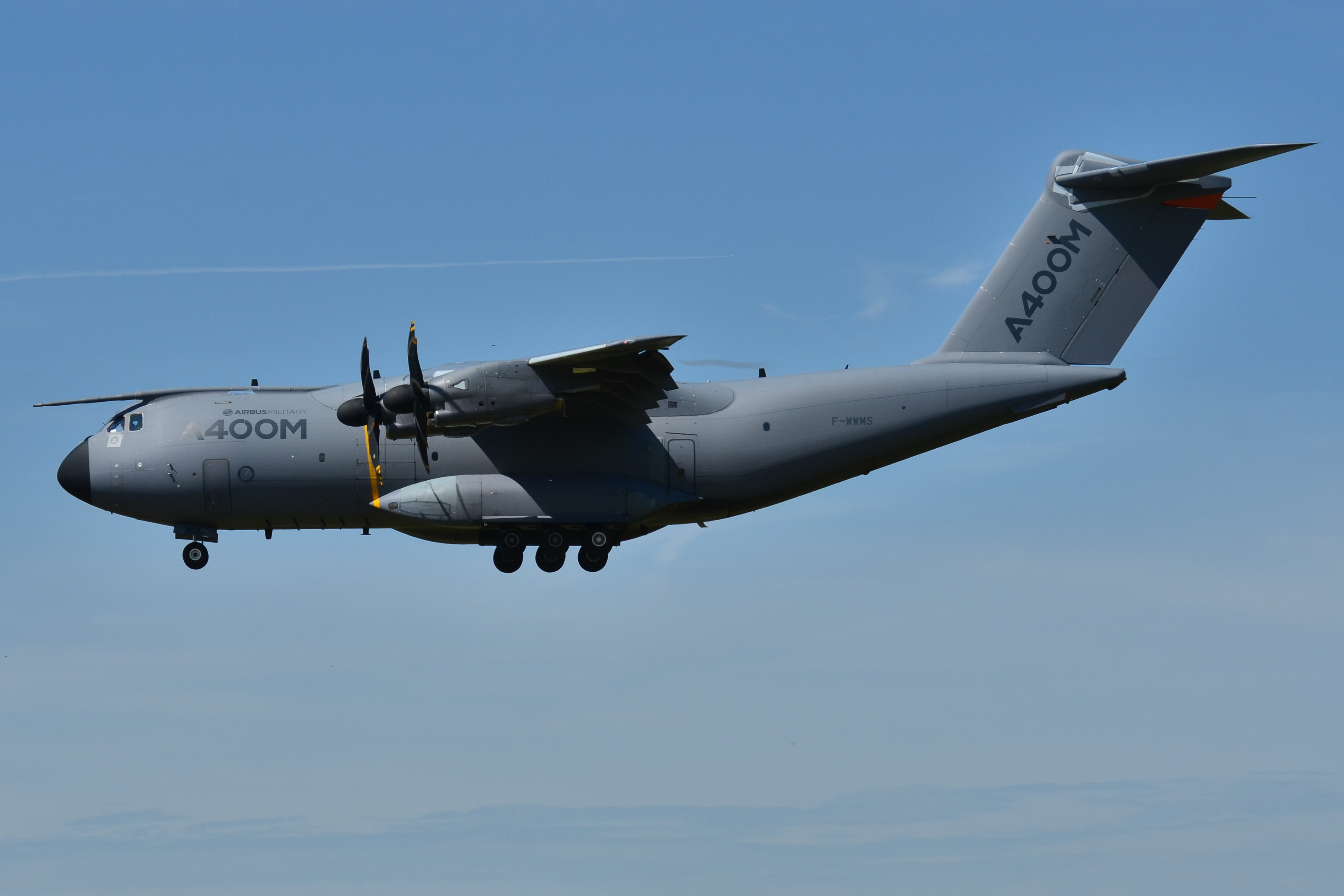
Prototipo MSN003, F-WWMS.

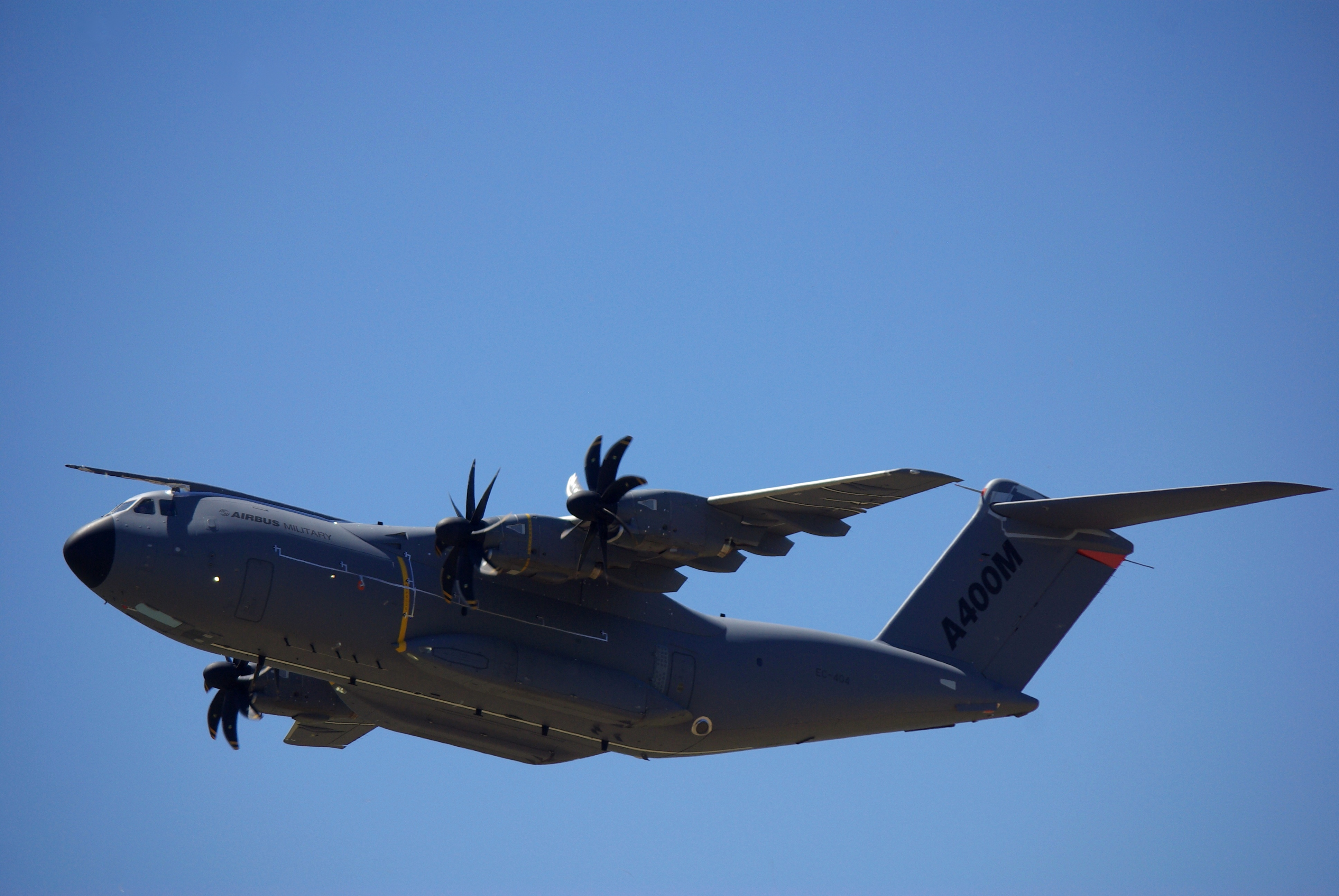
Prototipo MSN004, EC-404.

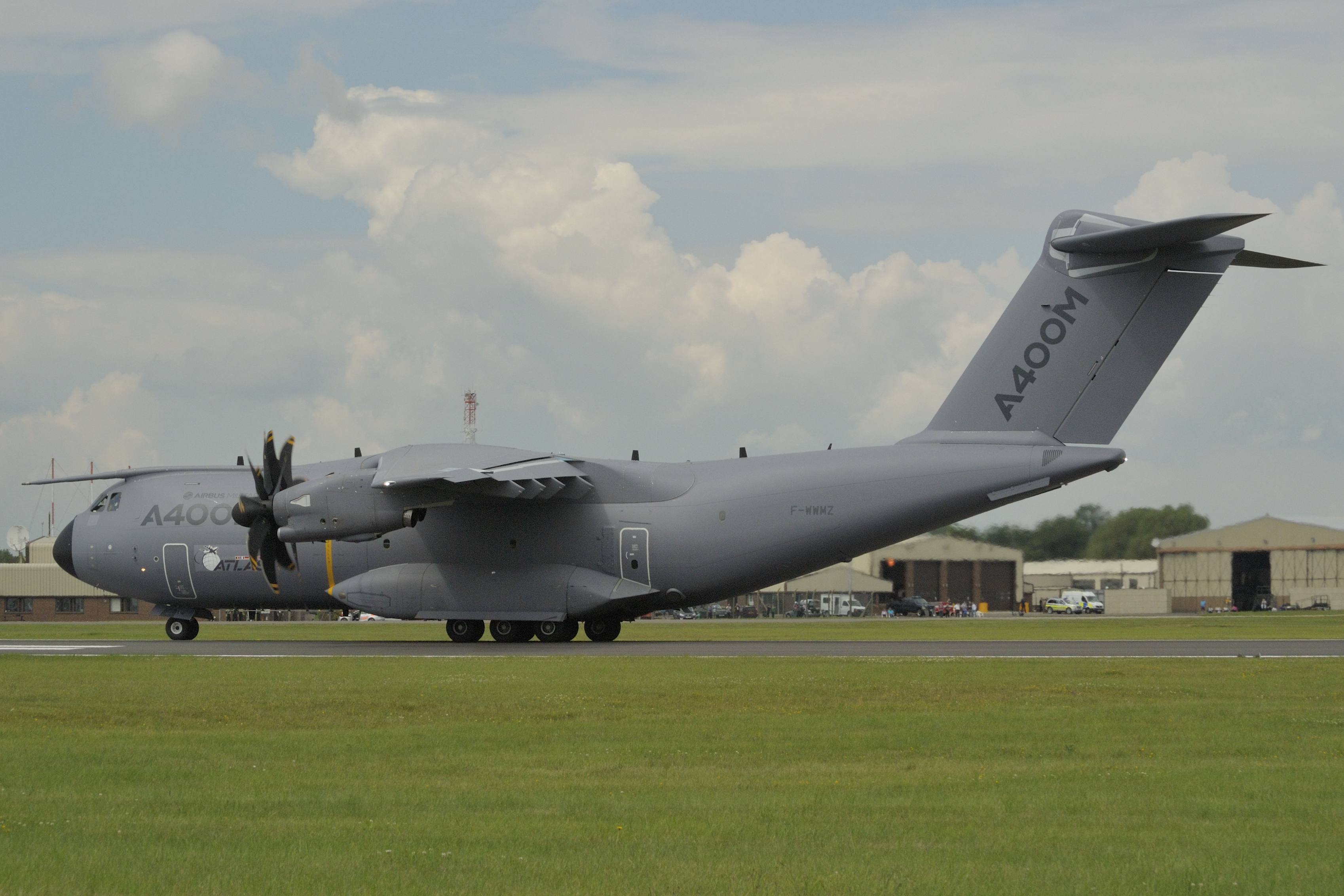
Prototipo MSN006, F-WWMZ.

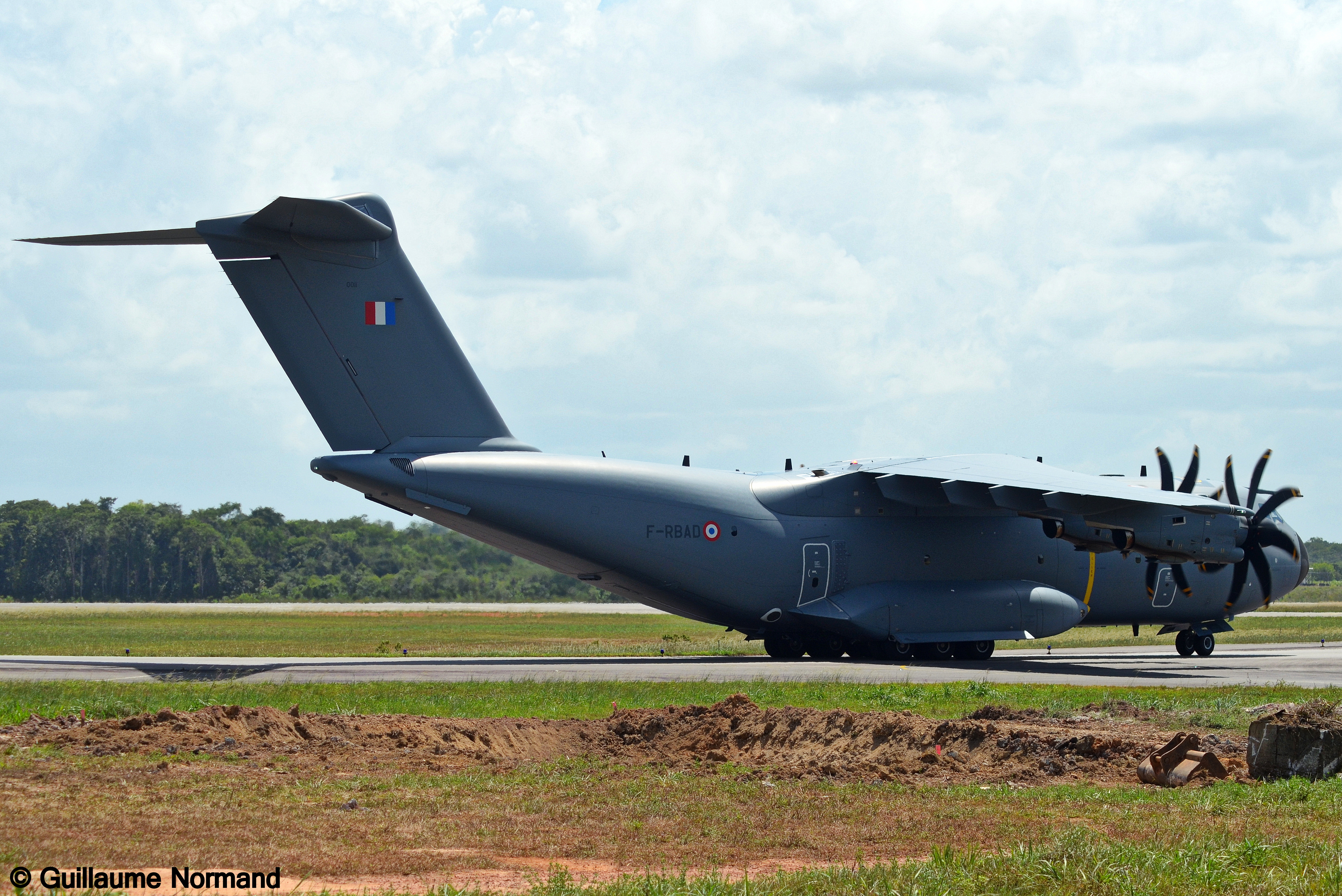
MSN011, F-RBAD.

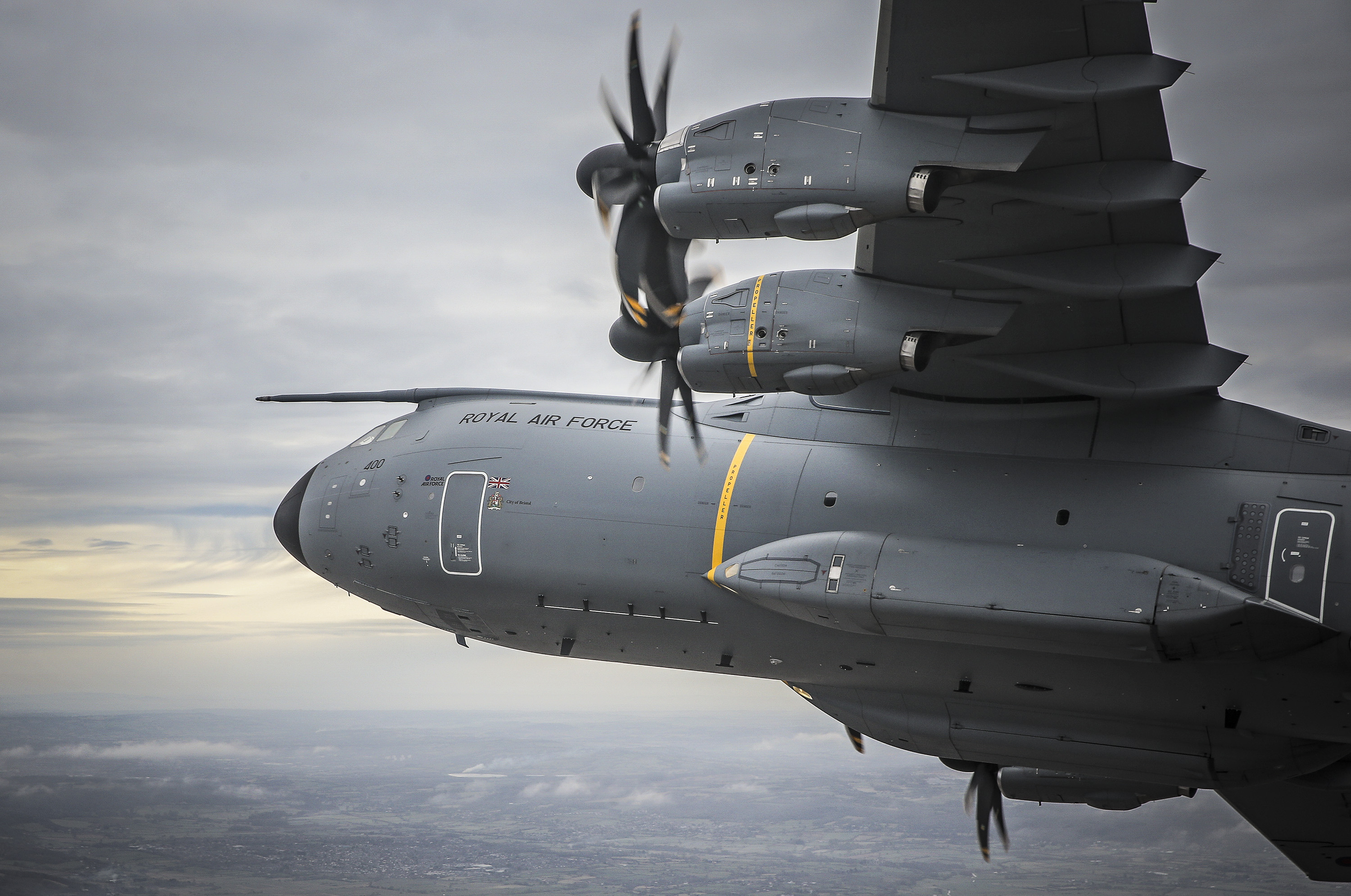
MSN015, ZM400.

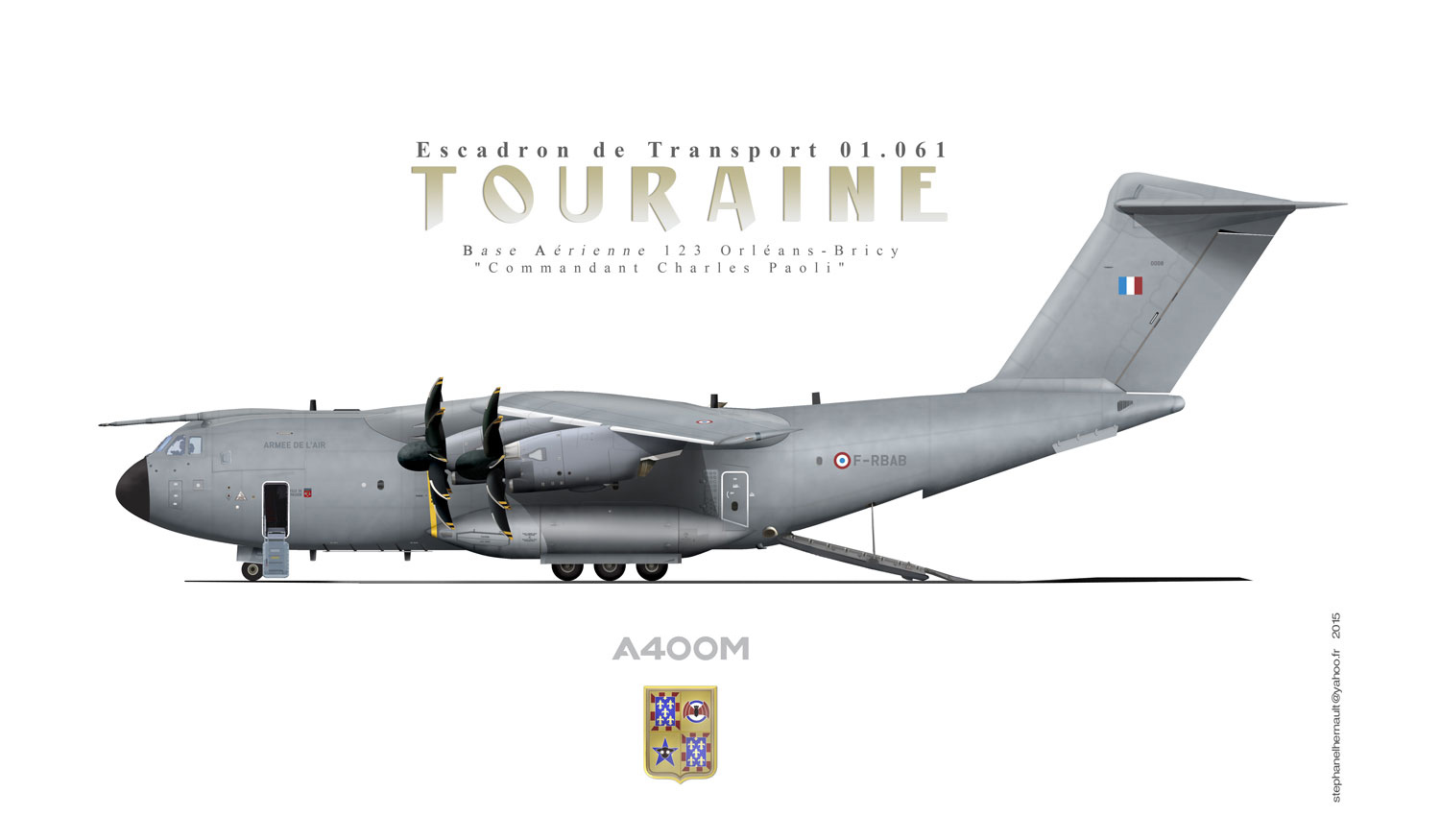
A400M del Armée de l'air, Francia.

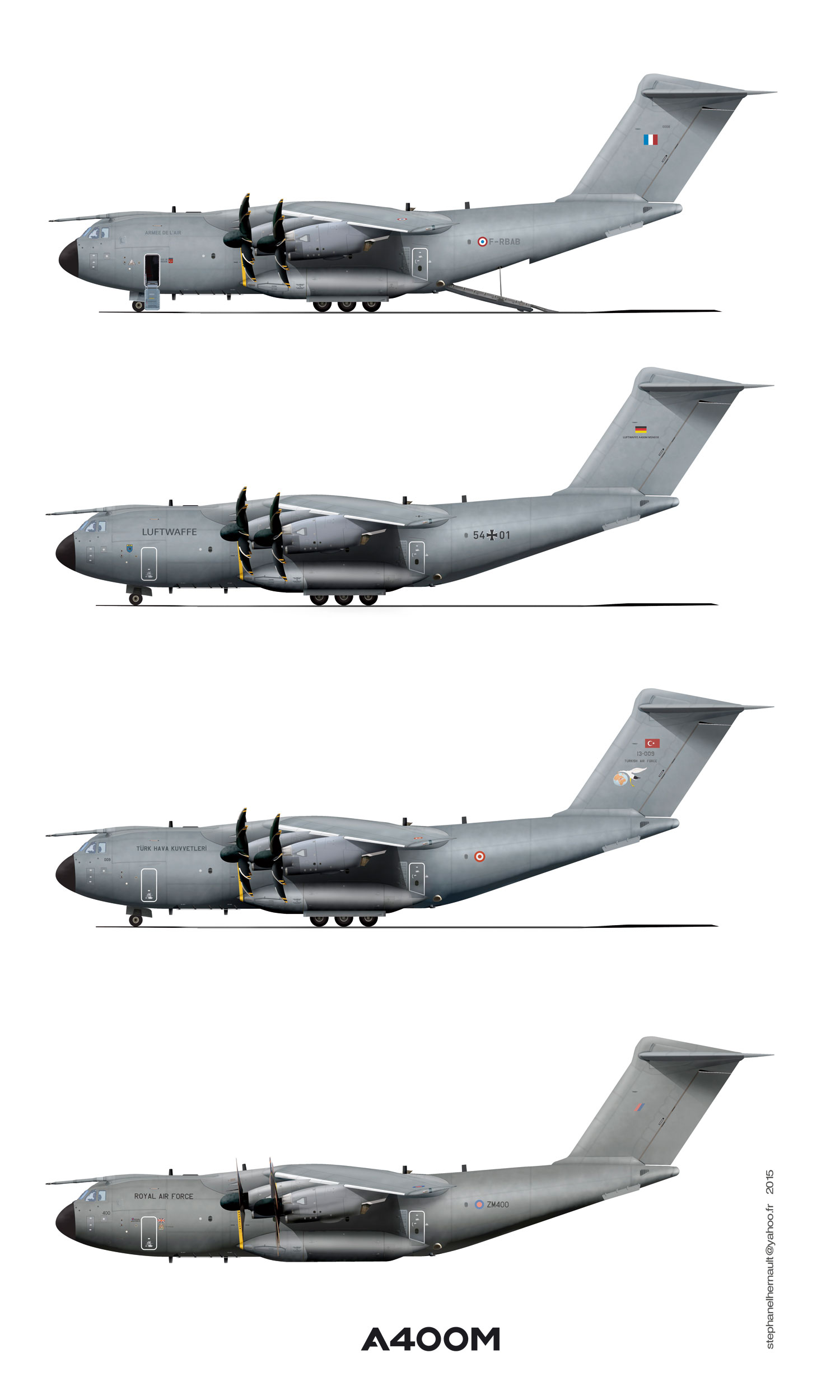
A400M.

Autonomía del A400M partiendo de París. Rojo: con una carga útil de 30 toneladas, el radio de acción es de 4500 km. Verde : con 20 toneladas, éste se extiende 6600 km.

Del A400M se finalizaron un total de 5 prototipos:
| Prototipos fabricados del Airbus A400M | Prototipos fabricados del Airbus A400M | Prototipos fabricados del Airbus A400M | Prototipos fabricados del Airbus A400M | Prototipos fabricados del Airbus A400M | Prototipos fabricados del Airbus A400M | Prototipos fabricados del Airbus A400M                                   | Prototipos fabricados del Airbus A400M |
| N.º de serie                           | Tipo                                   | Matrícula temporal                     | Matrícula militar                      | Cliente                                | Primer vuelo                           | Estado                                                                   |                                        |
| -------------------------------------- | -------------------------------------- | -------------------------------------- | -------------------------------------- | -------------------------------------- | -------------------------------------- | ------------------------------------------------------------------------ | -------------------------------------- |
| MSN5000                                | A400M                                  | -                                      | -                                      | Airbus Getafe                          | -                                      | Célula de ensayos estructurales                                          |                                        |
| MSN5001                                | A400M                                  | -                                      | -                                      | Airbus Getafe                          | -                                      | Célula de ensayos de fatiga                                              |                                        |
| MSN001                                 | A400M-180                              | F-WWMT                                 | -                                      | Airbus                                 | 11/12/2009                             | Primer prototipo, retirado en el museo Aeroscopia en Toulouse            |                                        |
| MSN002                                 | A400M-180                              | EC-402                                 | -                                      | Airbus                                 | 08/04/2010                             | Activo, ensayos                                                          |                                        |
| MSN003                                 | A400M-180                              | F-WWMS                                 | -                                      | Airbus                                 | 09/07/2010                             | Parcialmente desguazado para repuestos en LEZL (Último vuelo 07/10/2014) |                                        |
| MSN004                                 | A400M-180                              | EC-404                                 | -                                      | Airbus                                 | 20/12/2010                             | Retirado en EDDW (Último vuelo 2022)                                     |                                        |
| MSN005                                 | A400M-180                              | -                                      | -                                      | -                                      | -                                      | Cancelado                                                                |                                        |
| MSN006                                 | A400M-180                              | F-WWMZ EC-406                          | -                                      | Airbus                                 | 20/12/2011                             | Activo, ensayos                                                          |                                        |

Mientras que los MSN 001, 002, 003 y 004 son propiamente prototipos, el MSN 006 es el primer aparato construido con las características definitivas de serie.
| Estado de la producción de Airbus A400M y previsiones | Estado de la producción de Airbus A400M y previsiones | Estado de la producción de Airbus A400M y previsiones | Estado de la producción de Airbus A400M y previsiones | Estado de la producción de Airbus A400M y previsiones | Estado de la producción de Airbus A400M y previsiones | Estado de la producción de Airbus A400M y previsiones | Estado de la producción de Airbus A400M y previsiones |
| N.º de serie                                          | Tipo                                                  | Matrícula temporal                                    | Matrícula militar                                     | Cliente                                               | Primer vuelo                                          | Estado                                                |                                                       |
| ----------------------------------------------------- | ----------------------------------------------------- | ----------------------------------------------------- | ----------------------------------------------------- | ----------------------------------------------------- | ----------------------------------------------------- | ----------------------------------------------------- | ----------------------------------------------------- |
| MSN007                                                | A400M-180                                             | EC-407                                                | F-RBAA                                                | Armée de l'air                                        | 06/03/2013                                            | 01/08/2013 Nombrado «Ville de Orléans»                |                                                       |
| MSN008                                                | A400M-180                                             | F-WWMQ                                                | F-RBAB                                                | Armée de l'air                                        | 07/06/2013                                            | 06/11/2013 Nombrado «Ville de Toulouse»               |                                                       |
| MSN009                                                | A400M-180                                             | A4M009                                                | 13-0009                                               | Fuerza Aérea Turca                                    | 09/08/2013                                            | 04/04/2014                                            |                                                       |
| MSN010                                                | A400M-180                                             | EC-410                                                | F-RBAC                                                | Armée de l'air                                        | 23/01/2014                                            | 25/07/2014 Nombrado «Ville de Lyon»                   |                                                       |
| MSN011                                                | A400M-180                                             | EC-401                                                | F-RBAD                                                | Armée de l'air                                        | 24/02/2014                                            | 13/08/2014 Nombrado «Ville de Cambrai»                |                                                       |
| MSN012                                                | A400M-180                                             | EC-400                                                | F-RBAE                                                | Armée de l'air                                        | 12/05/2014                                            | 08/09/2014                                            |                                                       |
| MSN013                                                | A400M-180                                             | EC-413                                                | 14-0013                                               | Fuerza Aérea Turca                                    | 30/07/2014                                            | 22/12/2014                                            |                                                       |
| MSN014                                                | A400M-180                                             | EC-411                                                | F-RBAF                                                | Armée de l'air                                        | 10/10/2014                                            | 12/12/2014 Nombrado «Ville de Colmar»                 |                                                       |
| MSN015                                                | A400M-180                                             | EC-405                                                | ZM400                                                 | Real Fuerza Aérea                                     | 30/08/2014                                            | 17/11/2014 Nombrado «City of Bristol»                 |                                                       |
| MSN016                                                | A400M-180                                             | EC-406                                                | ZM401                                                 | Real Fuerza Aérea                                     | 23/10/2014                                            | 07/02/2015                                            |                                                       |
| MSN017                                                | A400M-180                                             | A4M017                                                | ZM402                                                 | Real Fuerza Aérea                                     | 19/11/2014                                            | 27/02/2015                                            |                                                       |
| MSN018                                                | A400M-180                                             | EC-408                                                | 54+01                                                 | Luftwaffe                                             | 14/10/2014                                            | 18/12/2014                                            |                                                       |
| MSN019                                                | A400M-180                                             |                                                       | F-RBAG                                                | Armée de l'air                                        | 23/01/2015                                            | 21/06/2015                                            |                                                       |
| MSN020                                                | A400M-180                                             |                                                       | ZM403                                                 | Real Fuerza Aérea                                     | 22/03/2015                                            | 05/07/2015                                            |                                                       |
| MSN021                                                | A400M-180                                             |                                                       | ZM404                                                 | Real Fuerza Aérea                                     |                                                       | 05/02/2015                                            |                                                       |
| MSN022                                                | A400M-180                                             | EC-400                                                | M54-01                                                | Real Fuerza Aérea de Malasia                          | 30/01/2015                                            | 12/03/2015                                            |                                                       |
| MSN023                                                | A400M-180                                             |                                                       | 14-0028                                               | Fuerza Aérea Turca                                    | 09/05/2015                                            | Accidentado en pruebas de vuelo                       |                                                       |
| MSN024                                                | A400M-180                                             |                                                       | ZM405                                                 | Real Fuerza Aérea                                     |                                                       | 10/09/2015                                            |                                                       |
| MSN025                                                | A400M-180                                             |                                                       | ZM406                                                 | Real Fuerza Aérea                                     |                                                       | 02/10/2015                                            |                                                       |
| MSN026                                                | A400M-180                                             |                                                       | ZM407                                                 | Real Fuerza Aérea                                     |                                                       | 11/05/2016                                            |                                                       |
| MSN027                                                | A400M-180                                             |                                                       | ZM408                                                 | Real Fuerza Aérea                                     |                                                       | 12/12/2016                                            |                                                       |
| MSN028                                                | A400M-180                                             |                                                       | 14-0028                                               | Fuerza Aérea Turca                                    |                                                       | 25/11/2015                                            |                                                       |
| MSN029                                                | A400M-180                                             |                                                       | 54+02                                                 | Luftwaffe                                             |                                                       | 21/12/2015                                            |                                                       |
| MSN030                                                | A400M-180                                             |                                                       | 54+03                                                 | Luftwaffe                                             |                                                       | 10/12/2015                                            |                                                       |
| MSN031                                                | A400M-180                                             |                                                       | F-RBAH                                                | Armée de l'air                                        |                                                       | 30/12/2015                                            |                                                       |
| MSN032                                                | A400M-180                                             |                                                       | M54-02                                                | Real Fuerza Aérea de Malasia                          |                                                       | 27/12/2015                                            |                                                       |
| MSN033                                                | A400M-180                                             |                                                       | F-RBAI                                                | Armée de l'air                                        |                                                       | 10/06/2016                                            |                                                       |
| MSN034                                                | A400M-180                                             |                                                       | ZM409                                                 | Real Fuerza Aérea                                     |                                                       | 16/09/2016                                            |                                                       |
| MSN035                                                | A400M-180                                             |                                                       | 54+04                                                 | Luftwaffe                                             |                                                       | 13/07/2016                                            |                                                       |
| MSN036                                                | A400M-180                                             |                                                       | M54-03                                                | Real Fuerza Aérea de Malasia                          |                                                       | 11/06/2016                                            |                                                       |
| MSN037                                                | A400M-180                                             |                                                       | F-RBAJ                                                | Armée de l'air                                        |                                                       | 27/07/2016                                            |                                                       |
| MSN038                                                | A400M-180                                             |                                                       | ZM410                                                 | Real Fuerza Aérea                                     |                                                       | 22/07/2016                                            |                                                       |
| MSN039                                                | A400M-180                                             |                                                       | ZM411                                                 | Real Fuerza Aérea                                     |                                                       | 28/10/2016                                            |                                                       |
| MSN040                                                | A400M-180                                             |                                                       | 54+05                                                 | Luftwaffe                                             |                                                       | 09/09/2016                                            |                                                       |
| MSN041                                                | A400M-180                                             |                                                       | 54+06                                                 | Luftwaffe                                             |                                                       | 21/12/2016                                            |                                                       |
| MSN042                                                | A400M-180                                             |                                                       | ZM412                                                 | Real Fuerza Aérea                                     |                                                       | 16/03/2017                                            |                                                       |
| MSN043                                                | A400M-180                                             |                                                       | 54+07                                                 | Luftwaffe                                             |                                                       | 15/12/2016                                            |                                                       |
| MSN044                                                | A400M-180                                             |                                                       | T.23-01                                               | Ejército del Aire                                     |                                                       | 01/12/2016                                            |                                                       |
| MSN045                                                | A400M-180                                             |                                                       | ZM413                                                 | Real Fuerza Aérea                                     |                                                       | 22/12/2016                                            |                                                       |
| MSN046                                                | A400M-180                                             |                                                       | 54+08                                                 | Luftwaffe                                             |                                                       | 31/01/2017                                            |                                                       |
| MSN047                                                | A400M-180                                             |                                                       | ZM414                                                 | Real Fuerza Aérea                                     |                                                       | 17/03/2017                                            |                                                       |
| MSN048                                                | A400M-180                                             |                                                       | 54+09                                                 | Luftwaffe                                             |                                                       | 30/06/2017                                            |                                                       |
| MSN049                                                | A400M-180                                             |                                                       | 54+10                                                 | Luftwaffe                                             |                                                       | 31/05/2017                                            |                                                       |
| MSN050                                                | A400M-180                                             |                                                       | M54-4                                                 | Real Fuerza Aérea de Malasia                          |                                                       | 12/03/2017                                            |                                                       |
| MSN051                                                | A400M-180                                             |                                                       | 15-0051                                               | Fuerza Aérea Turca                                    |                                                       | 07/04/2017                                            |                                                       |
| MSN052                                                | A400M-180                                             |                                                       | ZM415                                                 | Real Fuerza Aérea                                     |                                                       | 14/06/2017                                            |                                                       |
| MSN053                                                | A400M-180                                             |                                                       | F-RBAK                                                | Armée de l'air                                        |                                                       | 25/01/2017                                            |                                                       |
| MSN054                                                | A400M-180                                             |                                                       | 54+11                                                 | Luftwaffe                                             |                                                       | 27/09/2017                                            |                                                       |
| MSN055                                                | A400M-180                                             |                                                       | 16-0055                                               | Fuerza Aérea Turca                                    |                                                       | 14/07/2017                                            |                                                       |
| MSN056                                                | A400M-180                                             |                                                       | ZM420                                                 | Real Fuerza Aérea                                     |                                                       | 11/10/2022                                            |                                                       |
| MSN057                                                | A400M-180                                             |                                                       | 54+12                                                 | Luftwaffe                                             |                                                       | 07/08/2017                                            |                                                       |
| MSN058                                                | A400M-180                                             |                                                       | ZM416                                                 | Real Fuerza Aérea                                     |                                                       | 17/10/2017                                            |                                                       |
| MSN059                                                | A400M-180                                             |                                                       | 54+13                                                 | Luftwaffe                                             |                                                       | 29/09/2017                                            |                                                       |
| MSN060                                                | A400M-180                                             |                                                       | ZM417                                                 | Real Fuerza Aérea                                     |                                                       | 19/10/2017                                            |                                                       |
| MSN061                                                | A400M-180                                             |                                                       | 54+14                                                 | Luftwaffe                                             |                                                       | 17/11/2017                                            |                                                       |
| MSN062                                                | A400M-180                                             |                                                       | F-RBAL                                                | Armée de l'air                                        |                                                       | 30/11/2017                                            |                                                       |
| MSN063                                                | A400M-180                                             |                                                       | 54+15                                                 | Luftwaffe                                             |                                                       | 07/12/2017                                            |                                                       |
| MSN064                                                | A400M-180                                             |                                                       | 54+16                                                 | Luftwaffe                                             |                                                       | 16/01/2018                                            |                                                       |
| MSN065                                                | A400M-180                                             |                                                       | F-RBAM                                                | Armée de l'air                                        |                                                       | 19/12/2017                                            |                                                       |
| MSN066                                                | A400M-180                                             | -                                                     | -                                                     | -                                                     | -                                                     | No construido                                         |                                                       |
| MSN067                                                | A400M-180                                             |                                                       | 54+17                                                 | Luftwaffe                                             |                                                       | 07/03/2018                                            |                                                       |
| MSN068                                                | A400M-180                                             | -                                                     | -                                                     | -                                                     | -                                                     | No construido                                         |                                                       |
| MSN069                                                | A400M-180                                             |                                                       | 54+18                                                 | Luftwaffe                                             |                                                       | 22/03/2018                                            |                                                       |
| MSN070                                                | A400M-180                                             |                                                       | TK.23-02                                              | Ejército del Aire                                     |                                                       | 28/12/2017                                            |                                                       |
| MSN071                                                | A400M-180                                             |                                                       | 54+19                                                 | Luftwaffe                                             |                                                       | 15/05/2018                                            |                                                       |
| MSN072                                                | A400M-180                                             |                                                       | ZM418                                                 | Real Fuerza Aérea                                     |                                                       | 04/05/2018                                            |                                                       |
| MSN073                                                | A400M-180                                             |                                                       | F-RBAN                                                | Armée de l'air                                        |                                                       | 20/03/2018                                            |                                                       |
| MSN074                                                | A400M-180                                             |                                                       | 54+20                                                 | Luftwaffe                                             |                                                       | 27/09/2018                                            |                                                       |
| MSN075                                                | A400M-180                                             |                                                       | F-RBAT                                                | Armée de l'air                                        |                                                       | 15/12/2022                                            |                                                       |
| MSN076                                                | A400M-180                                             |                                                       | TK.23-03                                              | Ejército del Aire                                     |                                                       | 25/07/2018                                            |                                                       |
| MSN077                                                | A400M-180                                             |                                                       | ZM419                                                 | Real Fuerza Aérea                                     |                                                       | 28/06/2018                                            |                                                       |
| MSN078                                                | A400M-180                                             |                                                       | 17-0078                                               | Fuerza Aérea Turca                                    |                                                       | 21/06/2018                                            |                                                       |
| MSN079                                                | A400M-180                                             |                                                       | 54+21                                                 | Luftwaffe                                             |                                                       | 09/08/2018                                            |                                                       |
| MSN080                                                | A400M-180                                             |                                                       | 17-0080                                               | Fuerza Aérea Turca                                    |                                                       | 17/10/2018                                            |                                                       |
| MSN081                                                | A400M-180                                             |                                                       | 54+22                                                 | Luftwaffe                                             |                                                       | 13/12/2018                                            |                                                       |
| MSN082                                                | A400M-180                                             |                                                       | T.23-04                                               | Ejército del Aire                                     |                                                       | 10/01/2019                                            |                                                       |
| MSN083                                                | A400M-180                                             |                                                       | 54+23                                                 | Luftwaffe                                             |                                                       | 06/12/2018                                            |                                                       |
| MSN084                                                | A400M-180                                             |                                                       | 54+24                                                 | Luftwaffe                                             |                                                       | 24/01/2019                                            |                                                       |
| MSN085                                                | A400M-180                                             |                                                       | 54+25                                                 | Luftwaffe                                             |                                                       | 21/12/2018                                            |                                                       |
| MSN086                                                | A400M-180                                             |                                                       | 54+26                                                 | Luftwaffe                                             |                                                       | 03/05/2019                                            |                                                       |
| MSN087                                                | A400M-180                                             |                                                       | 54+27                                                 | Luftwaffe                                             |                                                       | 07/03/2019                                            |                                                       |
| MSN088                                                | A400M-180                                             |                                                       | 54+28                                                 | Luftwaffe                                             |                                                       | 30/04/2019                                            |                                                       |
| MSN089                                                | A400M-180                                             |                                                       | F-RBAO                                                | Armée de l'air                                        |                                                       | 26/04/2019                                            |                                                       |
| MSN090                                                | A400M-180                                             |                                                       | 54+29                                                 | Luftwaffe                                             |                                                       | 23/05/2019                                            |                                                       |
| MSN091                                                | A400M-180                                             |                                                       | 54+30                                                 | Luftwaffe                                             |                                                       | 27/06/2019                                            |                                                       |
| MSN092                                                | A400M-180                                             |                                                       | 54+31                                                 | Luftwaffe                                             |                                                       | 08/08/2019                                            |                                                       |
| MSN093                                                | A400M-180                                             |                                                       | 18-0093                                               | Fuerza Aérea Turca                                    |                                                       | 20/06/2019                                            |                                                       |
| MSN094                                                | A400M-180                                             |                                                       | 18-0094                                               | Fuerza Aérea Turca                                    |                                                       | 07/08/2019                                            |                                                       |
| MSN095                                                | A400M-180                                             |                                                       | F-RBAP                                                | Armée de l'air                                        |                                                       | 04/12/2019                                            |                                                       |
| MSN096                                                | A400M-180                                             |                                                       | 54+32                                                 | Luftwaffe                                             |                                                       | 16/01/2020                                            |                                                       |
| MSN097                                                | A400M-180                                             |                                                       | T.23-05                                               | Ejército del Aire                                     |                                                       | 03/09/2019                                            |                                                       |
| MSN098                                                | A400M-180                                             |                                                       | T.23-06                                               | Ejército del Aire                                     |                                                       | 30/10/2019                                            |                                                       |
| MSN099                                                | A400M-180                                             |                                                       | TK.23-07                                              | Ejército del Aire                                     |                                                       | 10/01/2020                                            |                                                       |
| MSN100                                                | A400M-180                                             |                                                       | 54+33                                                 | Luftwaffe                                             |                                                       | 30/07/2020                                            |                                                       |
| MSN101                                                | A400M-180                                             |                                                       | T.23-08                                               | Ejército del Aire                                     |                                                       | 12/03/2020                                            |                                                       |
| MSN102                                                | A400M-180                                             |                                                       | F-RBAQ                                                | Armée de l'air                                        |                                                       | 24/04/2020                                            |                                                       |
| MSN103                                                | A400M-180                                             |                                                       | 54+34                                                 | Luftwaffe                                             |                                                       | 22/06/2020                                            |                                                       |
| MSN104                                                | A400M-180                                             |                                                       | CT-01                                                 | OTAN                                                  |                                                       | 07/10/2020                                            |                                                       |
| MSN105                                                | A400M-180                                             |                                                       | 54+35                                                 | Luftwaffe                                             |                                                       | Pedido                                                |                                                       |
| MSN106                                                | A400M-180                                             |                                                       | CT-02                                                 | Composante air                                        |                                                       | 22/12/2020                                            |                                                       |
| MSN107                                                | A400M-180                                             |                                                       | 54+36                                                 | Luftwaffe                                             |                                                       | 04/12/2020                                            |                                                       |
| MSN108                                                | A400M-180                                             |                                                       | TK.23-09                                              | Ejército del Aire                                     |                                                       | 21/12/2020                                            |                                                       |
| MSN109                                                | A400M-180                                             |                                                       | CT-03                                                 | Composante air                                        |                                                       | 03/03/2021                                            |                                                       |
| MSN110                                                | A400M-180                                             |                                                       | F-RBAR                                                | Armée de l'air                                        |                                                       | 02/04/2021                                            |                                                       |
| MSN111                                                | A400M-180                                             |                                                       | T.23-10                                               | Ejército del Aire                                     |                                                       | 24/05/2021                                            |                                                       |
| MSN112                                                | A400M-180                                             |                                                       | T.23-11                                               | Ejército del Aire                                     |                                                       | 02/09/2021                                            |                                                       |
| MSN113                                                | A400M-180                                             |                                                       | 54+37                                                 | Luftwaffe                                             |                                                       | 12/11/2021                                            |                                                       |
| MSN114                                                | A400M-180                                             |                                                       | CT-04                                                 | Composante air                                        |                                                       | 23/09/2021                                            |                                                       |
| MSN115                                                | A400M-180                                             |                                                       | 54+38                                                 | Luftwaffe                                             |                                                       | 02/12/2021                                            |                                                       |
| MSN116                                                | A400M-180                                             |                                                       | CT-05                                                 | Composante air                                        |                                                       | 10/11/2021                                            |                                                       |
| MSN117                                                | A400M-180                                             |                                                       | CT-06                                                 | Composante air                                        |                                                       | 14/01/2022                                            |                                                       |
| MSN118                                                | A400M-180                                             |                                                       | 21-0118                                               | Fuerza Aérea Turca                                    |                                                       | 30/03/2022                                            |                                                       |
| MSN119                                                | A400M-180                                             |                                                       | CT-07                                                 | Composante air                                        |                                                       | 11/05/2022                                            |                                                       |
| MSN120                                                | A400M-180                                             |                                                       | T.23-12                                               | Ejército del Aire                                     |                                                       | 26/05/2022                                            |                                                       |
| MSN121                                                | A400M-180                                             |                                                       | T.23-13                                               | Ejército del Aire                                     |                                                       | 14/07/2022                                            |                                                       |
| MSN122                                                | A400M-180                                             |                                                       | F-RBAS                                                | Armée de l'air                                        |                                                       | 19/07/2022                                            |                                                       |
| MSN123                                                | A400M-180                                             |                                                       | 54+40                                                 | Luftwaffe                                             |                                                       | 16/09/2022                                            |                                                       |
| MSN124                                                | A400M-180                                             | -                                                     | -                                                     | -                                                     | -                                                     | No construido                                         |                                                       |
| MSN125                                                | A400M-180                                             |                                                       | 54+39                                                 | Luftwaffe                                             |                                                       | 21/12/2022                                            |                                                       |
| MSN126                                                | A400M-180                                             |                                                       | 54+41                                                 | Luftwaffe                                             |                                                       | 15/11/2022                                            |                                                       |
| MSN127                                                | A400M-180                                             |                                                       | F-RBAU                                                | Armée de l'air                                        |                                                       | 14/02/2023                                            |                                                       |
| MSN128                                                | A400M-180                                             |                                                       | TK.23-14                                              | Ejército del Aire                                     |                                                       | 25/04/2023                                            |                                                       |
| MSN129                                                | A400M-180                                             |                                                       | ZM421                                                 | Real Fuerza Aérea                                     |                                                       | 22/05/2023                                            |                                                       |
| MSN130                                                | A400M-180                                             |                                                       | F-RBAV                                                | Armée de l'air                                        |                                                       | 24/11/2023                                            |                                                       |
| MSN131                                                | A400M-180                                             |                                                       | 54+43                                                 | Luftwaffe                                             |                                                       | 18/08/2023                                            |                                                       |
| MSN132                                                | A400M-180                                             |                                                       | 54+44                                                 | Luftwaffe                                             |                                                       | 14/11/2023                                            |                                                       |
| MSN133                                                | A400M-180                                             |                                                       | CT-08                                                 | Composante air                                        |                                                       | 12/01/2024                                            |                                                       |
| MSN134                                                | A400M-180                                             |                                                       | F-RBAW                                                | Armée de l'air                                        |                                                       | 12/01/2024                                            |                                                       |
| MSN135                                                | A400M-180                                             |                                                       | 54+45                                                 | Luftwaffe                                             |                                                       | 01/03/2024                                            |                                                       |
| MSN136                                                | A400M-180                                             |                                                       | 54+42                                                 | Luftwaffe                                             |                                                       | 26/04/2024                                            |                                                       |
| MSN137                                                | A400M-180                                             |                                                       | F-RBAX                                                | Armée de l'air                                        |                                                       | 25/06/2024                                            |                                                       |
| MSN138                                                | A400M-180                                             |                                                       | 54+46                                                 | Luftwaffe                                             |                                                       | 19/06/2024                                            |                                                       |
| MSN139                                                | A400M-180                                             |                                                       | 21                                                    | Fuerza Aérea de Kazajistán                            |                                                       | 05/12/2024                                            |                                                       |
| MSN140                                                | A400M-180                                             |                                                       | 54+47                                                 | Luftwaffe                                             |                                                       | 29/10/2024                                            |                                                       |
| MSN141                                                | A400M-180                                             |                                                       | 54+48                                                 | Luftwaffe                                             |                                                       | 04/12/2024                                            |                                                       |
| MSN142                                                | A400M-180                                             |                                                       | F-RBAY                                                | Armée de l'air                                        |                                                       | Pedido                                                |                                                       |
| MSN143                                                | A400M-180                                             |                                                       |                                                       | Luftwaffe                                             |                                                       | Pedido                                                |                                                       |
| MSN144                                                | A400M-180                                             |                                                       | 54+50                                                 | Luftwaffe                                             |                                                       | Pedido                                                |                                                       |
| MSN145                                                | A400M-180                                             |                                                       |                                                       | Luftwaffe                                             |                                                       | Pedido                                                |                                                       |
| MSN146                                                | A400M-180                                             |                                                       |                                                       | -                                                     |                                                       | Pedido                                                |                                                       |
| MSN147                                                | A400M-180                                             |                                                       | -                                                     | -                                                     | -                                                     | -                                                     |                                                       |
| MSN148                                                | A400M-180                                             |                                                       |                                                       | Fuerza Aérea Indonesia                                |                                                       | Pedido                                                |                                                       |
| MSN149                                                | A400M-180                                             |                                                       |                                                       | -                                                     |                                                       | Pedido                                                |                                                       |
| MSN150                                                | A400M-180                                             |                                                       |                                                       | Fuerza Aérea Indonesia                                |                                                       | Pedido                                                |                                                       |

Datos actualizados a diciembre de 2024.

### Misiones
Además de transporte, se buscaba que los A400M pudieran realizar misiones complementarias aprovechando sus potencialidades.
- La Luftwaffe cuenta con un A400M en configuración UCI (Unidad de Cuidados Intensivos). El kit médico incluye 6 camas (2 para muy graves, 2 para graves y 2 para baja gravedad), junto a un equipo médico de 11 personas y todo el equipo asociado.
- Varios clientes han solicitado la instalación que permita a los A400M capacidad AAR. Esta consiste en dos pods de reabastecimiento bajo las alas. Cada uno puede proporcionar hasta 1200 kg por minuto de combustible, permitiendo el reabastecimiento de reactores de combate. Además se contará con el Hose Drum Unit (HDU), situado en la parte posterior del fuselaje y con una manguera que se despliega a través de un orificio en la rampa. Este HDU permite el reabastecimiento de aeronaves de mayor tamaño, al suministrar hasta 1800 kg por minuto. Está previsto dotar al A400M con capacidad de reabastecimiento a helicópteros, modificando el diseño actual de los pods, incrementando la longitud de su manguera y adaptando la geometría de la cesta. El A400M, durante las operaciones de reabastecimiento en vuelo, suministra directamente desde sus propios depósitos, pero a partir del Batch 6 podrían llevar en la bodega de carga dos Cargo Hold Tanks (CHT), de 5750 kg de combustible cada uno, lo cual incrementaría en un 20% la capacidad de combustible que pueda pasar a otros aviones.

### Hitos en su desarrollo
- 1982
  - El proyecto empezó con el grupo para el Futuro Transporte Aéreo Militar Internacional (FIMA, Future International Military Airlifter), establecido en 1982 por Aérospatiale, British Aerospace (BAe), Lockheed, y Messerschmitt-Bölkow-Blohm (MBB) para el desarrollo del sustituto del C-130 Hercules y Transall C-160.[9]
- 1989
  - Lockheed abandona el grupo.
- 2002
  - Abril: Airbus Military publica una RFP para los motores,
- 2003
  - Mayo: Airbus Military selecciona el Europrop TP400-D6.
- 2006
  - Octubre: El A400M empezó a ser ensamblado en Sevilla en la planta de EADS (accionista principal de Airbus Military).[14]
- 2008
  - 26 de junio: ceremonia de presentación mundial (roll-out) en Sevilla del primer A400M terminado.[15]
  - 26 de septiembre: el A400M emprende los ensayos de vibración en tierra.[32]
  - 25 de octubre: el A400M supera los ensayos de vibración en tierra.[32]
  - 17 de diciembre: primer ensayo en vuelo del motor turbohélice TP400 montado en un C-130K Hercules modificado para probar el motor.[33][34]

- 2009
  - Junio: el A400M completa satisfactoriamente las pruebas de cargas límite.[35]
  - Noviembre: el A400M comienza las pruebas en tierra para el primer vuelo.[36]
  - 18 de noviembre: primer arranque y de forma simultánea de los cuatro motores TP400 de un Airbus A400M.[37]
  - 11 de diciembre: A las 10:15, despega por primera vez el MSN1 en Sevilla.[1]

- 2010
  - 8 de abril: a las 15:15 horas despega por primera vez el MSN2.[38]

- 2013
  - 30 de septiembre: A las 10:15 horas comienza el acto oficial de entrega del primer A400M (MSN7) a Francia.

- 2017
  - Noviembre: entrega primer avión versión cisterna (reabastecimiento de combustible en vuelo).

### Componentes
Referencias:

Leyenda:  Alemania -  España -  Estados Unidos -  Francia -  Israel -  Italia -  Reino Unido -  Turquía

#### Electrónica

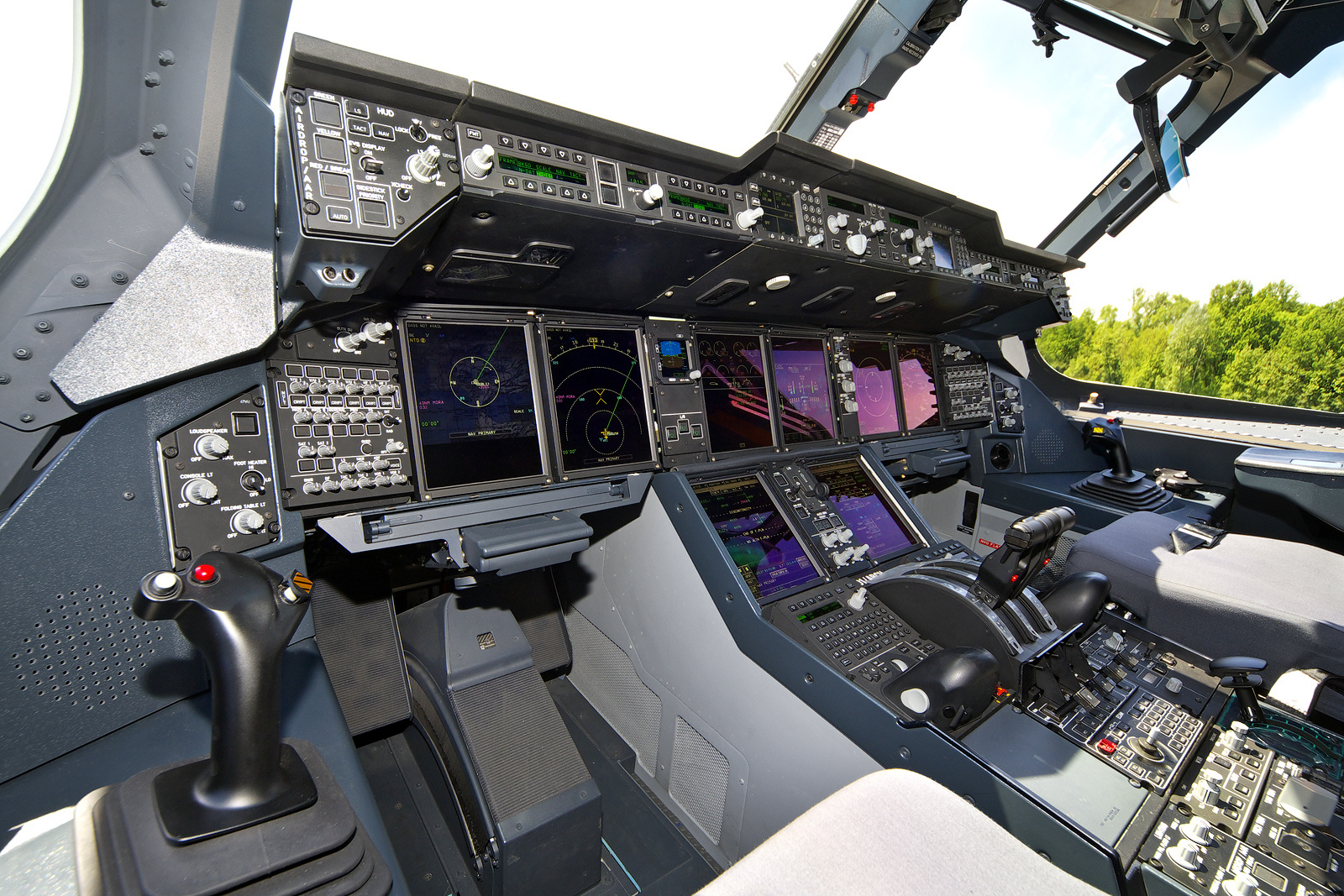
Cabina de cristal con palanca de control lateral.

| Sistema                                                                    | País                                                                                   | Fabricante                                              | Notas                                               |
| -------------------------------------------------------------------------- | -------------------------------------------------------------------------------------- | ------------------------------------------------------- | --------------------------------------------------- |
| Entorno de desarrollo basado en modelos                                    | Bandera de Francia                                                                     | Esterel Technologies                                    | SCADE                                               |
| Lenguajes de programación                                                  |                                                                                        |                                                         | Lustre, Ada                                         |
| Redes de datos                                                             |                                                                                        |                                                         | AFDX, MIL-STD-1553B, CAN                            |
| Conmutadores AFDX                                                          | Bandera de Estados Unidos                                                              | Rockwell Collins                                        |                                                     |
| Sistema de control de vuelo                                                |                                                                                        |                                                         | Cuádruple FBW digital. Bucle completamente cerrado. |
| Computadoras primarias de control de vuelo (PRIM)                          |                                                                                        |                                                         | 4                                                   |
| CPUs de las PRIM                                                           | Bandera de Estados Unidos                                                              | Freescale                                               | PowerPC                                             |
| Sensores inteligentes multifunción                                         | Bandera de Estados Unidos                                                              | UTC Aerospace Systems                                   | SmartProbe                                          |
| CPUs de las computadoras secundarias de control de vuelo (SEC)             | Bandera de Estados Unidos                                                              | Analog Devices                                          | SHARC                                               |
| Sistemas de gestión de vuelo (FMS)                                         | Bandera de Francia                                                                     | Thales                                                  | 2× FMS400                                           |
| Lenguaje de programación de los FMS                                        |                                                                                        |                                                         | Ada                                                 |
| Computadoras de misión                                                     | Bandera de Alemania                                                                    | EADS Alemania                                           | 2× M2AC                                             |
| Software del sistema militar de gestión de misión (M-MMS)                  | Bandera de España                                                                      | GTD System & Software Engineering                       |                                                     |
| Sistema operativo de tiempo real de las M2AC                               | Bandera de Estados Unidos                                                              | Green Hills Software                                    | INTEGRITY-178B                                      |
| GCAS (opción)                                                              | Bandera de Alemania                                                                    | EADS Alemania                                           | T-GCAS                                              |
| IFF                                                                        | Bandera de España                                                                      | Indra Sistemas                                          | Modos 4, 5 y S                                      |
| Software del IFF                                                           | Bandera de España                                                                      | GTD System & Software Engineering                       |                                                     |
| Sistema operativo de tiempo real del IFF                                   | Bandera de Estados Unidos                                                              | Wind River Systems                                      | VxWorks                                             |
| Software del sistema multifunctional de distribución de información (MIDS) | Bandera de España                                                                      | GTD System & Software Engineering                       |                                                     |
| Computadora de interfaz (MIC) del MIDS                                     | Bandera de España                                                                      | Tecnobit                                                |                                                     |
| Sistema operativo de tiempo real de la MIC                                 | Bandera de Estados Unidos                                                              | Wind River Systems                                      | VxWorks                                             |
| CPUs de las MIC                                                            | Bandera de Estados Unidos                                                              | Freescale                                               | PowerPC                                             |
| Radar meteorológico y de navegación                                        | Bandera de Estados Unidos                                                              | Honeywell                                               | AESS                                                |
| TAWS                                                                       | Bandera de Estados Unidos                                                              | Honeywell                                               | AESS                                                |
| ATSAW                                                                      | Bandera de Estados Unidos                                                              | Honeywell                                               | AESS                                                |
| ACAS II                                                                    | Bandera de Estados Unidos                                                              | Honeywell                                               | AESS                                                |
| Transpondedor                                                              | Bandera de Estados Unidos                                                              | Honeywell                                               | AESS                                                |
| Radio definida por software (SDR)                                          | Bandera de Alemania                                                                    | Rohde & Schwarz                                         | SOVERON MR6000A                                     |
| Sistema de gestión de audio (AMS)                                          | Bandera de España                                                                      | Tecnobit                                                |                                                     |
| Sistema de aumento de la visión (EVS)                                      | Bandera de Francia                                                                     | Thales                                                  |                                                     |
| Computadora de gestión de carga                                            | Bandera de Alemania                                                                    | MEN Mikro Elektronik                                    | D602                                                |
| Sistema operativo de tiempo real de la D602                                | Bandera de Alemania                                                                    | SYSGO                                                   | PikeOS                                              |
| CPUs de la D602                                                            | Bandera de Estados Unidos                                                              | IBM                                                     | 3× PowerPC G3 750CL 900Mhz                          |
| FPGAs de la D602                                                           |                                                                                        |                                                         | 3 (gestión de la placa, Northbridge, Southbridge)   |
| Sistema dispensador de bengalas y chaff                                    | Bandera de Alemania · Bandera de Francia · Bandera de Italia · Bandera del Reino Unido | MBDA                                                    | SAPHIR-400                                          |
| Sistema de contramedidas infrarrojas direccionales (DIRCM, opción)         | Bandera de Alemania · Bandera de Israel                                                | Diehl Defence Elbit                                     | 3× J-MUSIC                                          |
| Sistema de contramedidas infrarrojas direccionales (DIRCM, opción)         | Bandera de España                                                                      | Indra Sistemas                                          | InShield                                            |
| Sistema de contramedidas infrarrojas direccionales (DIRCM, opción)         | Bandera de Turquía                                                                     | Turkish Aerospace Industries                            |                                                     |
| Sistema de detección de radar (RWR)                                        | Bandera de España                                                                      | Indra Sistemas                                          | ALR-400                                             |
| Sistema infrarrojo de detección de misil                                   | Bandera de Francia                                                                     | Thales                                                  | MIRAS                                               |
| Simulador de vuelo                                                         | Bandera de España · Bandera de España · Bandera de Francia                             | GTD System & Software Engineering Indra Sistemas Thales |                                                     |

#### Propulsión

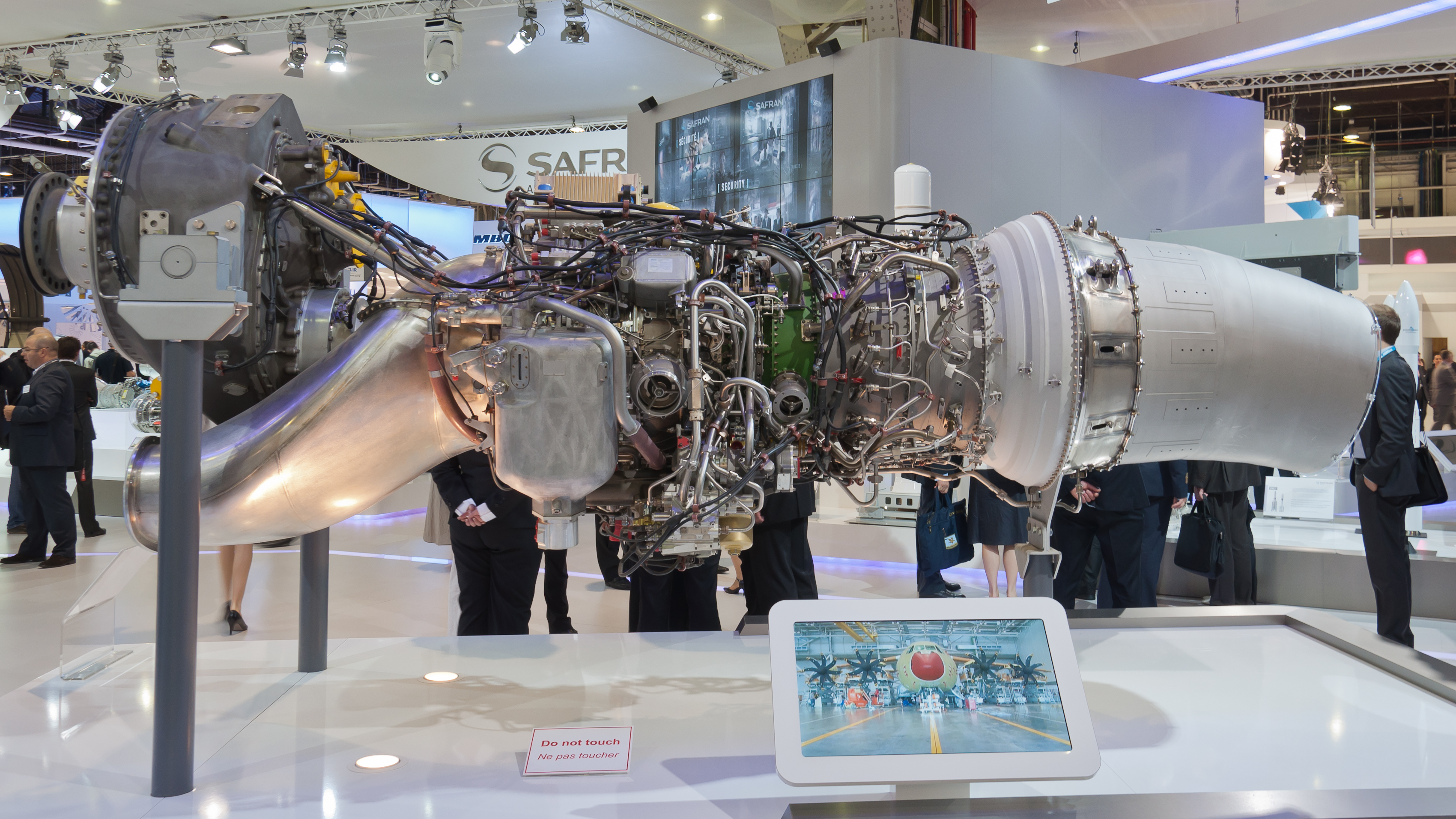
Turbopropulsor TP400-D6.

| Sistema                             | País                                                                                   | Fabricante             | Notas                                                              |
| ----------------------------------- | -------------------------------------------------------------------------------------- | ---------------------- | ------------------------------------------------------------------ |
| Entorno de diseño basado en modelos | Bandera de Estados Unidos                                                              | MathWorks              | MATLAB                                                             |
| Lenguajes de programación           | Bandera de Estados Unidos                                                              | MathWorks              | Simulink, Stateflow                                                |
| Turbopropulsor                      | Bandera de Alemania · Bandera de España · Bandera de Francia · Bandera del Reino Unido | Europrop International | 4× TP400-D6                                                        |
| Hélice levógira                     | Bandera de Estados Unidos                                                              | Hamilton Sundstrand    | 2× FH385                                                           |
| Hélice dextrógira                   | Bandera de Estados Unidos                                                              | Hamilton Sundstrand    | 2× FH386                                                           |
| Pod cisterna (opción)               | Bandera del Reino Unido                                                                | Cobham plc             | 2 × Cobham 908E. Empresa británica vendida a Advent International. |
| Unidad de manguera central (opción) | Bandera del Reino Unido                                                                | Cobham plc             | Cobham 808E. Empresa británica vendida a Advent International.     |

## Historia operacional

### Evacuación de Kabul
Aunque ya se empezaron a emplear en misiones durante la pandemia del COVID-19, y en el Sahel en la intervención contra las milicias islamistas, fue en la evacuación de Afganistán de 2021 cuando el A400M fue visto en operaciones por la opinión pública.
El A400M participó en las caóticas labores de repatriación y rescate, operado por diversos países occidentales. La RAF ratificó tras la experiencia la decisión de retirar sus C-130J y estandarizar su flota de transporte con el A400M.

### Guerra Ruso-ucraniana
Durante la invasión rusa de Ucrania de 2022, varios A400M españoles llevaron toneladas de material militar, tanto defensivo como ofensivo, desde España hasta una base de Polonia cercana a la frontera de Ucrania, para ayudar a ese país.

## Operadores

Operadores de A400M en julio de 2022.
Actuales
Aviones encargados.

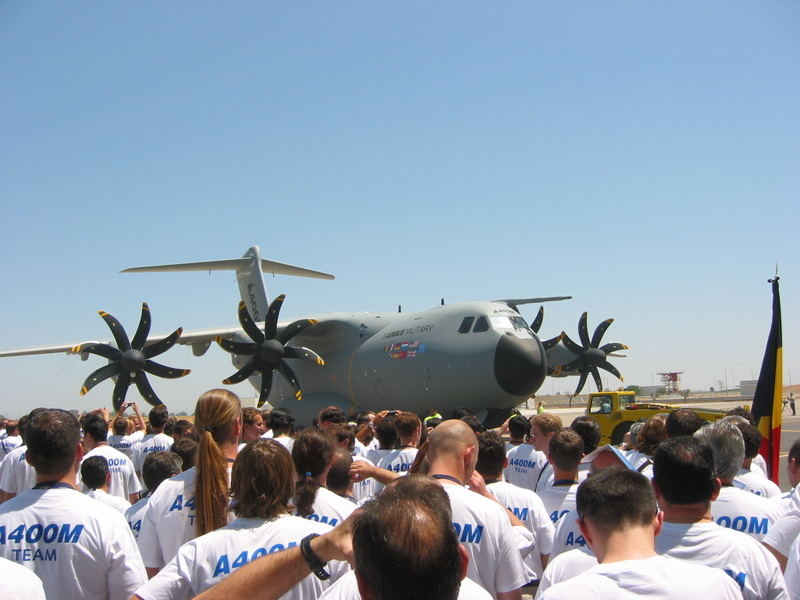
El primer Airbus A400M, rodeado de empleados de EADS, durante la presentación mundial de la aeronave (roll-out), celebrada en Sevilla el 26 de junio de 2008.

| Fecha                   | Usuario                                         | Pedidos                                               | Entregas |
| ----------------------- | ----------------------------------------------- | ----------------------------------------------------- | -------- |
| 27 de mayo de 2003      | Luftwaffe                                       | 53                                                    | 47       |
| 27 de mayo de 2003      | Armée de l'air                                  | 50                                                    | 24       |
| 27 de mayo de 2003      | Real Fuerza Aérea                               | 22                                                    | 22       |
| 27 de mayo de 2003      | Ejército del Aire de España                     | 27 (10 de ellos serán exportados quedando activos 17) | 14       |
| 27 de mayo de 2003      | Fuerza Aérea Turca                              | 10                                                    | 10       |
| 27 de mayo de 2003      | Componente Aéreo Belga                          | 7                                                     | 7        |
| 27 de mayo de 2003      | Luxemburgo                                      | 1                                                     | 1        |
| 8 de diciembre de 2005  | Real Fuerza Aérea Malaya                        | 4                                                     | 4        |
| 1 de septiembre de 2021 | Fuerza de Defensa Aérea de Kazajistán           | 2                                                     | 1        |
| 18 de noviembre de 2021 | Fuerza Aérea del Ejército Nacional de Indonesia | 2                                                     | 0        |
| Total:                  |                                                 | 178                                                   | 130      |

### Nuevos clientes
Airbus está buscando nuevos clientes y desarrollando mejoras en el avión que atraigan el interés de potenciales clientes. Los candidatos en que se centra la ofensiva comercial son países que ya operan aviones de EADS, como el C-295. Los potenciales clientes son Egipto, México, Arabia Saudí y Jordania.
En el pasado, pedidos casi cerrados se echaron atrás, como fue el caso de Portugal, Italia o Sudáfrica.[cita requerida] La USAF es objeto de ofertas periódicas, para cubrir el hueco operativo entre sus Lockheed Martin C-130, con 21 Tm de carga, y sus Boeing C-17, con 76 toneladas. El peso de los factores políticos hacen poco probable que esa compra llegue a fructificar algún día. De hecho, Corea del Sur se interesó en comprar 4-6 aviones del lote español, pero finalmente se decantó por el C-390.
El alto precio y los retrasos han penalizado las ventas potenciales, así como las sombras y retrasos de la versión cisterna y otras especializadas. Por este motivo, Francia optó por el KC-130J y convenció a Alemania para crear un escuadrón binacional de KC-130J y C-130J, dedicado a misiones especiales y de reaprovisionamiento. También la fuerte competencia internacional (C-130J, KC-390, C-130H excedentes de la USAF) se ha hecho sentir en la cartera de pedidos.
En enero de 2017, la Fuerza Aérea de Indonesia firmó una carta de intenciones por la compra de hasta cinco A400M. Otros países han manifestado su interés por el modelo, pero sin que aún se haya firmado ningún tipo de documento.

## Accidentes e incidentes
El 9 de mayo de 2015, un Airbus A400M Atlas en pruebas, con una tripulación de 6 miembros: 2 pilotos, 1 mecánico y 3 ingenieros de ensayos en vuelo; se estrelló poco después del despegue del aeropuerto de Sevilla, España. El avión terminó impactando con el terreno tras un fallo múltiple en 3 de sus 4 motores, al haberse borrado datos durante la instalación de su software, chocando con una torre de alta tensión e incendiándose, sobreviviendo únicamente el mecánico y uno de los ingenieros. El avión era el MSN023, cuya entrega estaba prevista a Turquía.

## Especificaciones
Referencia datos: European Aeronautic Defence and Space Company EADS N.V, Airbus Military & Airbus Business Unit

### Características generales
- Tripulación: Tres o cuatro (2 pilotos, 1 mecánico de vuelo opcional, 1 jefe de carga)
- Capacidad: 

  - Transporte de carga: 340 m³
  - Transporte de tropas: 116 soldados o paracaidistas completamente equipados
  - Evacuación médica: 66 camillas y 25 asistentes médicos
- Carga: 37 t
- Longitud: 45,1 m (148 ft)
- Envergadura: 42,4 m (139,1 ft)
- Altura: 14,7 m (48,2 ft)
- Peso vacío: 70 000 kg (154 280 lb)
- Peso útil: 37 000 kg (81 548 lb)
- Peso máximo al despegue: 141 000 kg (310 764 lb)
- Planta motriz: 4× turbohélice EuroProp International TP400-D6.
  - Potencia: 8203 kW (11 000 HP; 11 153 CV) a nivel del mar cada uno.
- Hélices: 1× Ratier-Figeac FH386 contrarrotativas de 8 palas en material compuesto por motor.
- Diámetro de la hélice: 5,33 m
- Peso máximo al aterrizaje: 122 000 kg
- Capacidad de combustible: 50 500 kg internos
- Dimensiones de la bodega de carga: 17,71×4×3,85 m (largo × ancho × alto)
- Ancho de vía: 6,2 m

### Rendimiento
- Velocidad crucero (Vc): 780 km/h (485 MPH; 421 kt) (Mach 0,68-0,72)
- Alcance: 6390 km (3450 nmi; 3971 mi) con carga de 20 t

  - Con carga de 30 t: 4535 km (2821 mi; 2451 nmi)
  - A plena carga: 3298 km (2049 mi; 1781 nmi)
- Alcance en combate: km
- Alcance en ferry: 8700 m (28 543 ft)
- Techo de vuelo: 11 278 m (37 000 ft) , 12 192 m (40 000 ft) en operaciones especiales
- Régimen de ascenso: 5,4 m/s (1063 ft/min)
- Altitud inicial de crucero: 9000 m (29 000 pies) a plena carga
- Distancia de despegue táctico: 914 m (2999 pies)
- Distancia de aterrizaje táctico: 822 m (2697 pies)
- Radio de giro en tierra: 28,6 metros (94 pies)

### Aviónica
- Cisterna y control automatizado del receptor de combustible
- Visores HUD
- Sistema de visión mejorada / FLIR (barrido de infrarrojo)
- Vuelo con piloto automático a bajo nivel (152 m) en IMC (o condiciones meteorológicas en IFR)
- Cálculo automatizado del centro de gravedad
- Sistemas de Ayuda Defensiva Automatizados (DAS, Defensive Aids System)
- Conmutadores simplificados EMCOM

## Aeronaves relacionadas

### Aeronaves similares
- Embraer KC-390
- Shaanxi Y-9
- Xian Y-20
- C-130J Super Hercules
- Kawasaki C-2
- Short Belfast
- Antonov An-70
- C-160 Transall

### Secuencias de designación
- Secuencia A_ (interna de Airbus): ← A340 - A350 - A380 - A400M
- Secuencia T._ (Aeronaves de Transporte del Ejército del Aire español, 1978-presente): ← TR/TM.20 - T.21 - T.22 - T/TK.23 - T/TK.24